# 久行宏和
久行 宏和（ひさゆき ひろかず、1967年1月31日 - ）は、日本の男性アニメーター、キャラクターデザイナー。山口県徳山市（現：周南市）出身。
元中村プロダクション所属、現在フリー。平井久司とは、中村プロ時代からの先輩・後輩関係にある。

## 経歴・人物
代表作は、『新世紀GPXサイバーフォーミュラ』シリーズや『舞-HiMEプロジェクト』作品など。『舞-HiMEプロジェクト』では、長年キャラクターデザインとアニメーションディレクターを務め、OVA『舞-乙HiME 0〜S.ifr〜』で初監督に就任した。
自分がデザインしたキャラクターの中では特にレナ・セイヤーズがお気に入りであり
レナのために『～S.ifr～』を作ったほどである。舞衣、奈緒、遥を気に入ってるという。それとは対に「シホのような女は大嫌い」と語っている。（舞HiMEパーフェクトガイドより）
舞HiME&乙HiME　MY COLLECTIONの表紙では、なつきとナツキのデザインが混同しており、舞-HiMEのブルーレイディスクのパッケージでは、12人のHiMEの中で詩帆だけ描き忘れている。

## 主な作品

### 監督
- 舞-乙HiME 0〜S.ifr〜

### キャラクターデザイン
- 舞-HiME（アニメーションディレクター）
- 舞-乙HiME（アニメーションディレクター）[1]
- GEAR戦士電童（総作画監督）[2]
- 新世代ロボット戦記ブレイブサーガ(PSゲーム)
- 新世紀GPXサイバーフォーミュラSAGA(総作画監督)
- 新世紀GPXサイバーフォーミュラSIN（総作画監督）
- クイーンズブレイド（対戦型ビジュアルブック、カバーイラスト）
- 装甲騎兵ボトムズ Case;IRVINE ※装甲騎兵ボトムズのOVA

### その他
- 魔神英雄伝ワタル（原画）
- 魔動王グランゾート（原画）
- 獣神ライガー（原画）
- 魔神英雄伝ワタル2（原画）
- 新世紀GPXサイバーフォーミュラ（原画）
- 太陽の勇者ファイバード（作画監督・原画）
- 伝説の勇者ダ・ガーン（作画監督・原画）
- 勇者特急マイトガイン（作画監督・原画）
- 勇者警察ジェイデッカー（作画監督・原画）
- 黄金勇者ゴルドラン （作画監督・原画）
- 獣戦士ガルキーバ（作画監督・原画）
- 勇者指令ダグオン（作画監督・原画）
- 天空のエスカフローネ（作画監督・原画）
- 星方武侠アウトロースター （作画監督・原画）
- 激闘!クラッシュギアTURBO（テレビシリーズ各話作画監督）
- クラッシュギアNitro（作画監督 ※序盤のみ・原画）
- 機動戦士ガンダムSEED（絵コンテ）
- 奏光のストレイン（原画）
- 今日の5の2（原画）
- 宇宙をかける少女（原画）
- 迷い猫オーバーラン!（作画監督、原画 ※第8話）
- FAIRY TAIL（原画、作画監督、絵コンテ、OP作画監督・原画）
- Rio RainbowGate!（絵コンテ）
- TIGER & BUNNY（原画）
- STEINS;GATE（原画）
- 銀魂'（作画監督）
- 境界線上のホライゾン（原画）
- 夏色キセキ（OP原画、作画監督補佐、原画）
- バトルスピリッツ ソードアイズ（作画監督、原画）
- 生徒会役員共＊（OP原画）
- バディ・コンプレックス (原画）
- 蒼穹のファフナー EXODUS（絵コンテ、原画）
- 機動戦士ガンダム 鉄血のオルフェンズ（絵コンテ、原画）
- ダンガンロンパ3 -The End of 希望ヶ峰学園- 未来編（絵コンテ）
- マジきゅんっ!ルネッサンス（原画）
- 魔法少女育成計画（絵コンテ）
- クラシカロイド（絵コンテ）
- 恋と嘘（OP絵コンテ）
- 真夜中のオカルト公務員（絵コンテ）
- 手品先輩（絵コンテ）
- ラディアン（絵コンテ）
- もっと!まじめにふまじめ かいけつゾロリ（絵コンテ、原画）
- さよなら私のクラマー（絵コンテ）
- 最遊記RELOAD -ZEROIN-（絵コンテ・アクション作画監督）
- BIRDIE WING -Golf Girls' Story-（作画監督）
- め組の大吾 救国のオレンジ（作画監督）
- キャプテン翼シーズン2 ジュニアユース編（作画監督）

## 出版物
- MAIHIME-久行宏和アートワークス-（ソフトバンククリエイティブ）